# Lesanpuro (Kajoran)
Lesanpuro is een bestuurslaag in het regentschap Magelang van de provincie Midden-Java, Indonesië. Lesanpuro telt 1303 inwoners (volkstelling 2010).